# Patrick Goots
Patrick Goots (Mol, 10 april 1966) is een gewezen Belgische voetballer. Hij is een spits, bekend om zijn torinstinct. Hij scoorde 158 goals in de Belgische eerste klasse en werd meermaals topscorer in tweede en derde klasse.
Hij maakte op 16-jarige leeftijd in Derde Klasse zijn debuut bij KFC Dessel Sport. In 1986 trok hij naar Lommel SK, waarmee hij naar Tweede promoveerde. Hij werd uiteindelijk prof bij Beerschot in 1988. Daarna speelde hij voor KV Kortrijk (1990-91), KRC Genk (1991-94), KSK Beveren (1994-96), Sint-Truidense VV (1996-97), KFC Turnhout (1997-99), Royal Antwerp FC (1999-2004) en KV Mechelen (2004-06). In 2006 beëindigde hij zijn profcarrière, maar hij bleef wel voetballen bij derdeklasser KFC Racing Mol-Wezel. Vanaf januari 2009 speelde hij bij Thes Sport. Eind februari 2009 in zijn laatste wedstrijd die hij speelde kwam hij alleen voor de doelman en deed een hakje zodat de bal op de kleine backlijn lag. Zijn teammaat Eric Renaerts (nu assistent bij KVC Westerlo) trapte de bal over de goal, waarna Goots naar de trainer liep en zei dat hij onmiddellijk ging stoppen met voetballen.
Goots stond bekend op het veld als een echte opportunist, voor wie het kleinste gaatje genoeg was om meteen uit te halen. Daaraan dankt hij zijn bijnaam, "Patje Boem Boem". Zijn hard rock looks (lange haren en een oorring) gaven hem een uniek karakter op het veld. Zijn grote spijt is dat hij nooit de kans gekregen heeft om bij een topclub te spelen, al stond hij er naar eigen zeggen wel enkele keren dicht bij.
In zijn vrije tijd is Goots trainer van FC De Kempenzonen Dessel, een ploeg die zijn vader in 1969 heeft opgericht en waar Patrick al sinds zijn 19de trainer is. Hiervoor heeft hij ook ooit een transfer naar de Franse club LB Châteauroux geweigerd. 

## Spelerscarrière
| Seizoen | Club                 | Competitie    | Land   | Wed. | Goals |
| ------- | -------------------- | ------------- | ------ | ---- | ----- |
| 1982/83 | KFC Dessel Sport     | Derde Klasse  | België | 1    | 0     |
| 1983/84 | KFC Dessel Sport     | Derde Klasse  | België | 28   | 2     |
| 1984/85 | KFC Dessel Sport     | Vierde Klasse | België | 30   | 24    |
| 1985/86 | KFC Dessel Sport     | Vierde Klasse | België | 29   | 17    |
| 1986/87 | SK Lommel            | Derde Klasse  | België | 29   | 16    |
| 1987/88 | SK Lommel            | Tweede Klasse | België | 30   | 19    |
| 1988/89 | Beerschot VAC        | Eerste Klasse | België | 32   | 17    |
| 1989/90 | Beerschot VAC        | Eerste Klasse | België | 17   | 3     |
| 1990/91 | KV Kortrijk          | Eerste Klasse | België | 31   | 15    |
| 1991/92 | KRC Genk             | Eerste Klasse | België | 32   | 8     |
| 1992/93 | KRC Genk             | Eerste Klasse | België | 33   | 10    |
| 1993/94 | KRC Genk             | Eerste Klasse | België | 33   | 13    |
| 1994/95 | KSK Beveren          | Eerste Klasse | België | 26   | 14    |
| 1995/96 | KSK Beveren          | Eerste Klasse | België | 31   | 14    |
| 1996/97 | Sint-Truidense VV    | Eerste Klasse | België | 27   | 11    |
| 1997/98 | KFC Turnhout         | Tweede Klasse | België | 33   | 35    |
| 1998/99 | KFC Turnhout         | Tweede Klasse | België | 34   | 37    |
| 1999/00 | Royal Antwerp FC     | Tweede Klasse | België | 33   | 32    |
| 2000/01 | Royal Antwerp FC     | Eerste Klasse | België | 30   | 12    |
| 2001/02 | Royal Antwerp FC     | Eerste Klasse | België | 32   | 16    |
| 2002/03 | Royal Antwerp FC     | Eerste Klasse | België | 30   | 15    |
| 2003/04 | Royal Antwerp FC     | Eerste Klasse | België | 28   | 8     |
| 2004/05 | KV Mechelen          | Derde Klasse  | België | 30   | 26    |
| 2005/06 | KV Mechelen          | Tweede Klasse | België | 31   | 10    |
| 2006/07 | KFC Racing Mol-Wezel | Vierde Klasse | België | 29   | 19    |
| 2007/08 | KFC Racing Mol-Wezel | Derde Klasse  | België | 24   | 9     |
| 2008/09 | KFC Racing Mol-Wezel | Derde Klasse  | België | 13   | 5     |
| 2008/09 | Thes Sport           | Vierde Klasse | België | 3    | 1     |
| Totaal  | Totaal               | Totaal        | Totaal | 759  | 408   |

## Varia
Na zijn carrière ging Goots aan de slag bij een bedrijf (Sterk Stokers) dat onder andere customized gin ontwerpt voor enkele Belgische voetbalclubs zoals Anderlecht, Club Brugge en Antwerp.